# Heteropogon paurosomus
Heteropogon paurosomus är en tvåvingeart som beskrevs av Pritchard 1935. Heteropogon paurosomus ingår i släktet Heteropogon och familjen rovflugor. Inga underarter finns listade i Catalogue of Life.